# Гадаи
Гадаи (укр. Гадаї; до 2023 года — Первома́йское) — посёлок, входит в Дашевскую поселковую общину Гайсинскиго района Винницкой области Украины.
Население по переписи 2001 года составляло 17 человек. Почтовый индекс — 22750. Телефонный код — 04345. Занимает площадь 0,16 км². Код КОАТУУ — 521281606.

## Местный совет
22753, Вінницька обл., Іллінецький р-н, с. Городок, вул. Шкільна,1